# Brewster (New York)
Brewster (ehemals auch Brewster’s Station oder Brewsters Station) ist ein Ort im Putnam County im US-Bundesstaat New York. Das Village gehört zur Town Southeast. Im Jahr 2020 hatte Brewster 2.508 Einwohner. Die Ortschaft mit dem ZIP-Code 10509 hat ihren Namen nach den Farmern Walter und James Brewster, die hier zum Zeitpunkt der Gründung Land besaßen. Es ist die am dichtesten besiedelte Ortschaft innerhalb von Southeast.
1864 erbaute Gail Borden eine Molkerei am Croton River, dem Fluss, der durch den Ort verläuft. Brewster wurde in den 1960er Jahren in den Vereinigten Staaten landesweit bekannt, da die Schöpfer der ABC-Fernsehserie That Girl den Ort als fiktive Heimatstadt der Figur Ann Marie wählten.

## Geographie
Brewsters geographische Koordinaten sind 41° 24′ N, 73° 37′ W (41,396050, −73,615954).
Nach den Angaben des United States Census Bureaus hat das Village eine Gesamtfläche von 1,2 km², die vollständig aus Land besteht.
In der Gegend gibt es eine Reihe Talsperren, die als Trinkwasserspeicher für den Großraum New York City dienen.
Die Ortschaft besitzt eine Bahnstation an der Harlem Line der Metro-North Railroad. Die Züge benötigen für die 86 km zur Grand Central Station knapp eineinhalb Stunden. Etwa einen Kilometer östlich des Ortskerns liegt ein Autobahnkreuz. Dort kreuzt die Interstate 684 aus White Plains kommend die in West-Ost-Richtung verlaufende Interstate 84 (Ost) und geht dabei in die New York State Route 22 über.

## Demographie
Zum Zeitpunkt des United States Census 2000 bewohnten Brewster 2162 Personen. Die Bevölkerungsdichte betrug 1739,1 Personen pro km². Es gab 881 Wohneinheiten, durchschnittlich 708,7 pro km². Die Bevölkerung Brewsters bestand zu 78,77 % aus Weißen, 5,37 % Schwarzen oder African American, 0,37 % Native American, 2,31 % Asian, 11,66 % gaben an, anderen Rassen anzugehören und 1,53 % nannten zwei oder mehr Rassen. 32,10 % der Bevölkerung erklärten, Hispanos oder Latinos jeglicher Rasse zu sein.
Die Bewohner Brewsters verteilten sich auf 840 Haushalte, von denen in 26,5 % Kinder unter 18 Jahren lebten. 33,9 % der Haushalte stellten Verheiratete, 11,9 % hatten einen weiblichen Haushaltsvorstand ohne Ehemann und 47,4 % bildeten keine Familien. 11,9 % der Haushalte bestanden aus Einzelpersonen und in 10,0 % aller Haushalte lebte jemand im Alter von 65 Jahren oder mehr alleine. Die durchschnittliche Haushaltsgröße betrug 2,52 und die durchschnittliche Familiengröße 3,08 Personen.
Die Stadtbevölkerung verteilte sich auf 20,4 % Minderjährige, 11,9 % 18–24-Jährige, 41,4 % 25–44-Jährige, 16,3 % 45–64-Jährige und 10,0 % im Alter von 65 Jahren oder mehr. Das Durchschnittsalter betrug 33 Jahre. Auf jeweils 100 Frauen entfielen 131,0 Männer. Bei den über 18-Jährigen entfielen auf 100 Frauen 128,4 Männer.
Das mittlere Haushaltseinkommen in Brewster betrug 42.750 US-Dollar und das mittlere Familieneinkommen erreichte die Höhe von 48.393 US-Dollar. Das Durchschnittseinkommen der Männer betrug 28.793 US-Dollar, gegenüber 28.929 US-Dollar bei den Frauen. Das Pro-Kopf-Einkommen in Brewster war 21.865 US-Dollar. 14,5 % der Bevölkerung und 9,0 % der Familien hatten ein Einkommen unterhalb der Armutsgrenze, davon waren 12,4 % der Minderjährigen und 12,1 % der Altersgruppe 65 Jahre und mehr betroffen.

## Schulen
Zum Schulbezirk Brewster gehören die folgenden öffentlichen Schulen:
- Brewster Highschool
- Henry H. Wells Middleschool
- C. V. Starr Intermediate School
- John F. Kennedy Elementaryschool
- Garden Street Elementaryschool

## National Register of Historic Places
In der Village befinden sich die folgenden in das National Register of Historic Places eingetragenen Bauwerke:
- First National Bank of Brewster
- Old Southeast Church
- Old Southeast Town Hall
- St. Andrew’s Episcopal Church (Brewster)

## Bauwerke
- Walter Brewster House, ca. 1850 erbautes Wohnhaus an der Oak Street

## Söhne und Töchter der Stadt
- Fanny Crosby (1820–1915), Dichterin geistlicher Texte
- Laura Branigan (1952–2004), Popsängerin
- McLain Ward (* 1975), Springreiter